# Mini Moni ja Movie: Okashi na Daibōken!
Pour plus de détails, voir Fiche technique et Distribution.
Mini Moni。ja Movie: Okashi na Daibōken!, ou Minimoni。ja Movie Okashi na Daibouken! (ミニモニ。じゃムービー お菓子な大冒険!, Minimoni ja mūbii okashi na daibōken!, "Mini Moni le film: la grande aventure du gâteau!") est un film d'animation japonais réalisé par Shinji Higuchi, avec quelques scènes live, sorti le 14 décembre 2002, produit par Toshihiro Nakazawa et distribué par Zetima, pour la société Up-Front.

## Production
Le film met en vedette des idoles japonaises du Hello! Project : les quatre membres originales du groupe de J-pop Mini Moni (faisant aussi partie des groupes Morning Musume ou Coconuts Musume), la future membre Ai Takahashi (de Morning Musume), la chanteuse soliste Yuko Nakazawa (ex-Morning Musume), et quatre fillettes débutantes du Hello! Project Kids nommées pour cette occasion 4KIDS (future membres des groupes Berryz Kōbō et °C-ute). Les autres membres des Morning Musume et du Hello! Project Kids tournaient au même moment dans le film Koinu Dan no Monogatari.
C'est un film pour enfant, mi-live, mi-animation par ordinateur (images de synthèse en 3D, ici dans un style anime) : une partie du film contient des images réelles des actrices, intégrées dans des décors en 3D, le restant du film étant de l'animation en 3D, les actrices doublant alors leurs avatars en version anime. Le film raconte entre autres sous forme fictionnelle le remplacement présenté comme volontaire de Mari Yaguchi par Ai Takahashi, elle aussi membre des Morning Musume, au sein des Mini Moni. Il contient aussi plusieurs numéros musicaux chantés par le groupe.
La chanson thème du film, écrite par Tsunku, sort en single le 27 novembre 2002 : Genki Jirushi no Ōmori Song (げんき印の大盛りソング), interprétée par Mini Moni to Takahashi Ai + 4KIDS (ミニモニ。と高橋愛+4KIDS). Sortent aussi une bande originale, Mini Moni ja Movie: Okashi na Daibōken! Original Soundtrack, et un DVD "making of" du film. Le film lui-même sort en DVD le 18 juin 2003 au japon.

## Histoire
Les quatre membres de Mini Moni s'occupent de leur salon de thé réputé pour ses gâteaux, et reçoivent la visite nocturne d'une intruse, Ai Takahashi, venue s'emparer de leurs fameuses recettes. Au même moment, une reine fée (Yuko Nakazawa en version 3D) s'installe dans un de leurs gâteaux géants qu'elle transforme en un château personnel. Avec l'aide de quatre petites fées rebelles (les 4KIDS en version 3D), les Mini Moni et Ai Takahashi vont se transformer à leur tour en leurs versions miniatures (en 3D) pour pénétrer dans le gâteau et en chasser la reine, affrontant de nombreux périls. À la fin du film, ayant retrouvé leur forme humaine, Mari Yaguchi décide de quitter Mini Moni et d'y laisser sa place à Ai Takahashi, pour s'occuper des fées (4KIDS) elles aussi transformées en fillettes réelles après la défaite de la reine (ces décisions seront répercutées dans la réalité hors du film : Yaguchi est effectivement remplacée par Takahashi au sein de Mini Moni, et s'occupera de débutantes du H!P Kids au sein du groupe de J-pop ZYX durant l'année suivante).

## Fiche technique
- Réalisation : Shinji Higuchi
- Scénario : Nagata Yūko
- Musique : Tsunku
- Producteur : Toshihiro Nakazawa
- Société de distribution : Zetima
- Pays de production : Japon
- Langue : Japonais
- Durée : 60 minutes
- Date de sortie : 14 décembre 2002

## Distribution
Mini Moni。
- Mari Yaguchi (Morning Musume)
- Nozomi Tsuji (Morning Musume)
- Ai Kago (Morning Musume)
- Mika Todd (Coconuts Musume)
- Ai Takahashi (Morning Musume)

4KIDS
- Mai Hagiwara (future °C-ute)
- Airi Suzuki (future °C-ute)
- Māsa Sudō (future Berryz Kōbō)
- Risako Sugaya (future Berryz Kōbō)

Autre
- Yūko Nakazawa (voix) (ex-Morning Musume)

## Bande originale
Albums de Mini Moni
Daihyakka Ikkan
(2002) Mini Moni Songs 2
(2004)
Singles
Mini Moni。ja Movie: Okashi na Daibōken! Original Soundtrack (ミニモニ。じゃムービー お菓子な大冒険! オリジナルサウンドトラック) est la bande originale du film.

### Présentation
L'album sort au format CD le 19 février 2003 au Japon sous le label Zetima. Il atteint la 46e place du classement de l'Oricon, et reste classé pendant deux semaines.
Il contient la musique du film et sept chansons y figurant. Quatre d'entre elles sont interprétées par Mini Moni (avec Mari Yaguchi) : deux étaient déjà parues sur le single Genki Jirushi no Ōmori Song / Okashi Tsukutte Okkasuii! sorti trois mois auparavant (Ai Takahashi et les 4KIDS participent à la première d'entre elles), et les deux autres sont tirées du premier album du groupe, Mini Moni Song Daihyakka Ikkan, dont une dans une version remixée. Une autre est interprétée par Yūko Nakazawa, une autre par Ai Takahashi en duo avec l'un des personnages inventés pour le film (le "réfrigirateur"), et la dernière par un autre des personnages ("l'homme chou à la crème").

### Liste des titres
| 1.  | Mini Moni Town no Mini Moni Cafe (ミニモニ。タウンのミニモニ。カフェ)     |                                        |  |
| 2.  | Okashi Tsukutte Okkasui~! (お菓子つくっておっかすぃ～)                    | Mini Moni                              |  |
| 3.  | Watashi wa Kono Yo de Ichiban Bijin (私はこの世で一番美人)                | Yūko Nakazawa                          |  |
| 4.  | Mini Moni Cafe de Daisōdō (M-17) (ミニモニ。カフェで大騒動(M-17))         |                                        |  |
| 5.  | Mini Moni no Dekkai Tabi (remix for ja Movie) (ミニモニ。のでっかい旅...) | Mini Moni                              |  |
| 6.  | Jōuchama no Himitsu (M-25) (女王ちゃまのひみつ(M-25))                     |                                        |  |
| 7.  | Nakajeriita Shiro ni Shinobi Kome (ナカジェリーヌ城にしのびこめ！)        |                                        |  |
| 8.  | Kyōi no Reizōko Sono Na wa Reizō (驚異の冷蔵庫・その名は冷蔵)             |                                        |  |
| 9.  | Chika no Rōya kara Nigedasō (地下の牢屋から逃げ出そう)                    |                                        |  |
| 10. | Suki, Suki, Kirai, Kirai, Kirai, Suki (すき・すき・きらい・きらい・すき)  | Mini Moni                              |  |
| 11. | Fushigi na Pocket (ふしぎなポケット)                                      | "Takahashi Ai to Reizō" (高橋愛と冷蔵) |  |
| 12. | Taose! (たおせ！)                                                         | "Chou Cream Man" (シュークリームマン)  |  |
| 13. | Kusure Yuku Nakajeriita Shiro (くずれゆくナカジェリーヌ城)                |                                        |  |
| 14. | Tadaima Mini Moni Cafe (ただいまミニモニ。カフェ)                         |                                        |  |
| 15. | Sayonara Mini Moni Cafe (さよならミニモニ。カフェ)                        |                                        |  |
| 16. | Genki Jirushi no Ōmori Song (げんき印の大盛りソング)                      | "Mini Moni to Takahashi Ai + 4KIDS"    |  |
| 17. | Curtain Call (カーテン・コール)                                           |                                        |  |